# Unsent
«Unsent» es una canción de la cantante canadiense Alanis Morissette, perteneciente a su cuarto álbum de estudio, Supposed Former Infatuation Junkie, de 1998. Fue lanzada como el tercer sencillo del álbum, pero resultó ser menos exitosa que los anteriores sencillos. Fue en una de las pocas canciones del álbum en las que Morissette tocó la armónica.

## Antecedentes
Sin un coro o gancho, «Unsent» es una canción poco convencional.
Trata sobre las cartas dirigidas a los exnovios de Morissette. La versión demo contiene los nombres reales de los novios: Matthews (refiriéndose a Dave Matthews, de  Dave Matthews Band), Eric, Terry, Marc, Terrance, Christian (Christian Lane, de la banda Loud Lucy) y Taylor (Taylor Hawkins, de Foo Fighters). Para la versión de estudio la letra fue modificada, y cinco de los nombres ya mencionados fueron incluidos y renombrados para proteger su privacidad: Matthews se convirtió en «Matthew», Eric en «Jonathan», Terry en «Terrance», Marc en «Marcus» y Christian en «Lou».

## Lista de canciones
1. «Unsent» (álbum versión) – 4:08
2. «Are You Still Mad?» (BBC/Radio One live) – 3:59
3. «London» (Bridge School Benefit live) – 4:46

## Posicionamiento
| Listas (1999)                    | Posicionamiento |
| -------------------------------- | --------------- |
| U.S. Billboard Hot 100           | 58              |
| U.S. Billboard Adult Top 40      | 14              |
| U.S. Billboard Top 40 Mainstream | 21              |
| Nueva Zelanda                    | 28              |
| Canadá                           | 9               |